# McHenry Boatwright
Pour les articles homonymes, voir Boatwright.
McHenry Boatwright, né le 29 février 1928 à Tennille, en Géorgie et mort le 5 novembre 1994, est un baryton afro-américain.

## Biographie
McHenry Boatwright fait ses études musicales au New England Conservatory de Boston. Il débute en concert en 1956. Il chante à Londres en 1962, puis se produit comme soliste avec l'Orchestre philharmonique de New York. Il chante aussi avec l'Orchestre de Philadelphie et d'autres orchestre américains. Il est notamment le créateur du rôle principal de l'opéra The Visitation de Gunther Schuller à Hambourg le 12 octobre 1968.